# ガールガールボールシュートガール
『ガールガールボールシュートガール』 (Girl Girl Ball Shoot Girl) は、平野博寿による日本の漫画作品。『別冊ヤングマガジン』（講談社）にて6号から19号まで連載された。単行本は全3巻。

## あらすじ
サッカーには全く理解がないお嬢様学校・光が丘女学園で地味に活動していたサッカー同好会の水野香織の前に現れた男子ばりのテクニックを持ったサッカーの天才少女・梅澤ヒカリ、香織に懇願されてサッカー同好会に入ったが正式な部ではないため公式戦には出場できない。そこでヒカリは正規の部に昇格するには実績が必要と、あろうことか光が丘女学園と兄弟校の男子校・黒山学院へ乗り込み交流試合を申し込むが…

## 登場人物

### 光が丘女学園・サッカー同好会⇒サッカー部
黒山学院との試合後に部に昇格、全員1年生で部員は11人しかいないので部内での練習試合が出来ない。
梅澤 ヒカリ（うめざわ ヒカリ）
主人公。1年2組、12月24日生、ポジション＝MFかFW、背番号11、身長179cm、B=86、W=58、H=87。
水野 香織（みずの かおり）
1年2組、2月4日生、ポジション＝FW、背番号10、身長161cm、B=?（かなりの巨乳である）、W=60、H=90。
搭野 沙知子（とうの さちこ）
サッカー部主将、4月18日生、ポジション＝MF（守備的MF・ボランチ）、背番号6、身長164cm、B=82、W=58、H=83。
一ノ瀬 和美（いちのせ かずみ）
6月11日生、ポジション＝DFかMF、背番号9、身長157cm、B=83、W=60、H=84。
本田 緑（ほんだ みどり）
11月20日生、ポジション＝FW、背番号7、身長145cm、B=72、W=54、H=76。
小川 優子（おがわ ゆうこ）
9月17日生、ポジション＝DF、背番号8、身長153cm、B=80、W=57、H=82。
海老沢 桃子（えびさわ ももこ）
8月13日生、ポジション＝GK、背番号1、身長163cm、B=82、W=57、H=86。
牧内 葵（まきうち あおい）
1月21日生、ポジション＝MF、背番号5、身長156cm、B=83、W=55、H=84。
森 あつ子（もり あつこ）
7月24日生、ポジション＝DF、背番号4、身長155cm、B=83、W=56、H=84。
風間 淳子（かざま じゅんこ）
6月3日生、ポジション＝DF、背番号3、身長160cm、B=84、W=55、H=85。
神谷 千鶴（かみや ちづる）
3月22日生、ポジション＝MF、背番号2、身長158cm、B=82、W=57、H=84。

### フェデルタ女子学院・サッカー部
秋の全国女子選手権大会ベスト8の強豪校。
及川 蘭（おいかわ らん）
高校2年生、11月17日生、ポジション＝FW、背番号10、身長172cm、B=97、W=57、H=91。
及川 棗（おいかわ なつめ）
高校1年生、2月9日生、ポジション＝MF、背番号7、身長170cm、B=98、W=58、H=90。
安藤 瞳（あんどう ひとみ）
ポジション＝GK、背番号1、身長190cm以上と男子のGK並みの体格を誇る。

### 東光大附属高校・女子サッカー部
秋の全国女子選手権大会準優勝校。DFには身長180cm近い選手を揃えている。
二階堂 聖（にかいどう せい）
高校2年生、11月6日生、ポジション＝GK、背番号1、身長171cm、B=87、W=56、H=86。
湯原 七瀬（ゆはら ななせ）
高校1年生、5月17日生、ポジション＝FWかMFかDF(リベロ)、背番号14、身長163cm、B=91、W=59、H=88。
女子サッカー部監督（じょしサッカーぶかんとく）
東光大附属高校の体育教師で、祖父に薙刀の試合に出ることを禁じられた聖を｢あなたに必要なものがみつかるかもしれない｣とサッカー部に誘う。

### レイモンドFC
田村 杏子（たむら あんこ）
高校2年生、背番号10、

### 星城女学園・サッカー部
京都にある学校で秋の全国女子選手権大会優勝校。
未来鍔 あい（みくつば あい）
高校1年生、9月19日生、ポジション＝FWかMF、背番号10、身長165cm、B=86、W=56、H=87。

### 黒山学院・サッカー部
光が丘女学園とは兄弟校の男子校である、強豪ではない。
谷沢（たにざわ）
サッカー部主将。ポジション＝GK。
杉原（すぎはら）
サッカー部員。

### その他
梅澤 直樹（うめざわ なおき）
21歳。梅澤ヒカリの実兄。
村田（むらた）
サッカー雑誌｢Weeklyサッカー｣の記者。
飯塚（いいづか）
サッカー雑誌｢Weeklyサッカー｣のカメラマン。
水野 香織の父
香織がサッカーが好きなことを察して、香織が沖縄の女子クラブチームへ武者修行に行くことに賛成した。
水野 香織の母
娘1人で香織が沖縄の女子クラブチームへ武者修行に行くことに反対した。
搭野 沙知子の父
バスケットボールをやっている実姉・真由子のことばかり気にかける。
搭野 沙知子の母
真由子ばかりを褒め、沙知子には冷たくあたる。
搭野 真由子
搭野沙知子の実姉で全国大会にも出場したバスケットボール部員である、沙知子がサッカーをやっていることを快く思っていない。
二階堂 聖の祖父
剣道の達人で、聖に｢技量はすでに自分を超えているが、お前の薙刀はいたずらに争いを求め闘いを欲する心が見える｣と言って、対外試合をすることを禁じる。

## 単行本
- YOUNG MAGAZINE KC、講談社 全3巻
  1. ISBN 4-06-361380-1
  2. ISBN 4-06-361478-6
  3. ISBN 978-4-06-361537-1